# Borostyánkősav-anhidrid
A borostyánkősav-anhidrid, más néven szukcin-anhidrid szerves vegyület, képlete (CH2CO)2O. Színtelen, szilárd anyag, a borostyánkősav savanhidridje.

## Előállítása
Laboratóriumban a borostyánkősav dehidratálásával állítható elő, ehhez vízelvonószerként acetil-kloridot vagy foszforil-kloridot használhatnak, de melegítés hatására is végbemegy a vízkilépés.
Iparilag a maleinsav-anhidrid katalitikus hidrogénezésével állítják elő.

## Reakciói
Borostyánkősav keletkezése közben készségesen hidrolizál:
(CH2CO)2O + H2O → (CH2CO2H)2
Alkoholokkal (ROH) hasonló reakcióban monoészterek keletkeznek:
(CH2CO)2O + ROH → RO2CCH2CH2CO2H

## Hasonló vegyületek

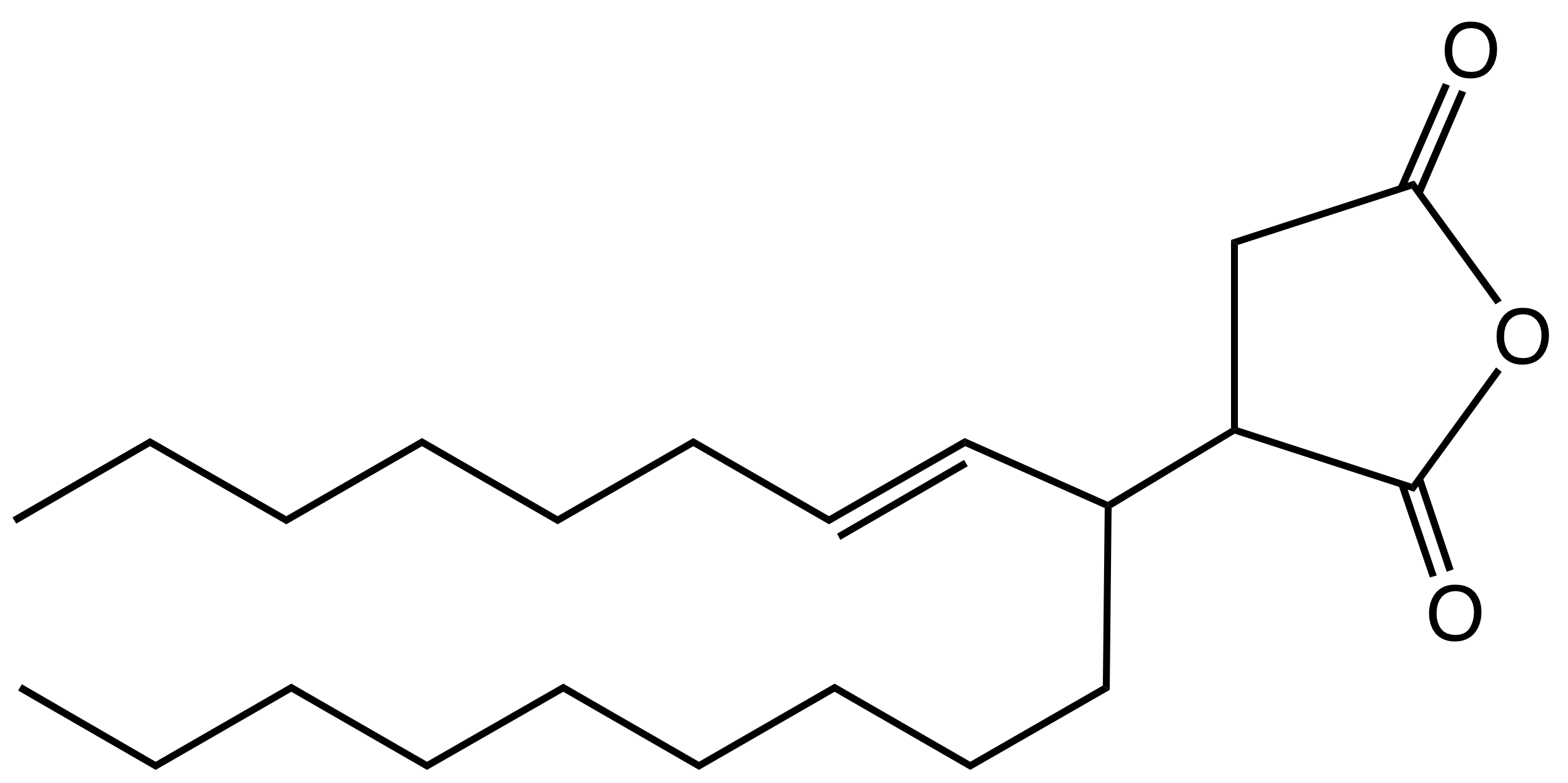
Egy oktadecénből nyert alkilszukcin-anhidrid szerkezete

A maleinsav-anhidrid alkénekkel alkenilszukcinil-anhidriddé alakul. Ezeket a vegyületeket a papíriparban enyvezőszerként használják, ilyenkor a savanhidrid feltehetően észtert képez a cellulózszálok hidroxilcsoportjaival. A maleinsav-anhidrid hasonlóan reagál a poli(izobutilén)nel, ennek terméke poliizobutilenilszukcin-anhidrid, ezt az olajiparban adalékanyagok előállításához használják fel.

## Fordítás
Ez a szócikk részben vagy egészben  a   Succinic anhydride című angol Wikipédia-szócikk ezen változatának fordításán alapul.  Az eredeti cikk szerkesztőit annak laptörténete sorolja fel. Ez a jelzés csupán a megfogalmazás eredetét és a szerzői jogokat jelzi, nem szolgál a cikkben szereplő információk forrásmegjelöléseként.